# Platja de Ballota (Llanes)
La Platja de Ballota, és una platja del concejo de Llanes, Astúries. S'emmarca a les platges de la Costa oriental d'Astúries, també anomenada Costa Verda Asturiana i és considerada paisatge protegit, des del punt de vista mediambiental (per la seva vegetació). Per aquest motiu està integrada, segons informació del Ministeris d'Agricultura, Alimentació i Medi ambient, en el Paisatge Protegit de la Costa Oriental d'Astúries.
La platja de Ballota presenta forma de petxina amb un illot litoral d'implantació de gavians de potes grogues i d'escateret, situat enfront mateix de la platja.
La hi consideren una platja semiurbana per estar situada molt propera a la parròquia de Cue, la qual cosa fa que tingui una gran afluència de banyistes.
En els dies de molt onatge es pot veure en acció el bufó situat proper a la punta Ballota, que es coneix com a bufó de Santa Clara. Prop de la platja es troba el conegut mirador de la Boriza, que ofereix belles vistes de la costa.
Tan sols compta amb papereres i servei de neteja, encara que durant el període estival compta amb equip de salvament.